# Forel-Ule-Skala
Bei der Forel-Ule-Skala handelt es sich um eine Messmethode, mit der die Farbe eine Gewässers bestimmt werden kann; sie wird in der angewandten Limnologie verwendet.
Mit Hilfe von unterschiedlichen anorganischen Salzen wird eine Farbpalette in Wasserröhrchen erzeugt und mit der Farbe des Gewässers verglichen. Das Resultat ist ein Farbindex für das Gewässer.
Ursprünglich wurde sie von François-Alphonse Forel entwickelt. Drei Jahre später verfeinerte der deutsche Limnologe  Willi Ule dieses Verfahren. Diese Skala wird heute kaum mehr verwendet, da sie sehr ungenau ist und vom Beobachter und seinem subjektiven Farbempfinden abhängt. Sie wurde später durch die sogenannte Platin-Kobalt-Skala abgelöst, die weniger subjektiv ist.